# Barry Diller
Barry Diller Charles (nascido em 02 de fevereiro de 1942) é o presidente e executivo sênior da IAC/InterActiveCorp e o responsável pela criação da Fox Broadcasting Company.